# 鹿島徹
鹿島 徹（かしま とおる、1955年 - ）は、日本の哲学者。早稲田大学文学部教授（哲学）。

## 来歴
東京都生まれ。1980年早稲田大学第一文学部哲学専攻卒業、1991年同大学院博士課程中退。1992年テュービンゲン大学哲学部博士学位取得。早稲田大学文学部助教授を経て、同文学学術院教授。
主にハイデガー、ベンヤミン、リクールの影響のもと哲学的歴史理論を研究テーマとするとともに、埴谷雄高『死靈』や平安日記文学などを論じる。憲法学者の鈴木安蔵は母方の祖父。
2017年12月から2022年10月まで、大阪アメリカ村のライブハウス・Reed Cafe の運営にかかわる。

## 著書
- 『埴谷雄高と存在論  自同律の不快・虚体・存在の革命』平凡社選書 2000年
- 『可能性としての歴史  越境する物語り理論』岩波書店 2006年
- 『危機における歴史の思考  哲学と歴史のダイアローグ』響文社 2017年
- 『平安日記文学と歴史の理論  ベンヤミン的視点から』武蔵野書院 2024年

## 共編著
- 『ハイデガー『哲学への寄与』解読』相楽勉、佐藤優子、関口浩、山本英輔、ハンス＝ペーター・リーダーバッハ共著 平凡社 2006年
- 『吉本隆明論集 初期・中期・後期を論じて』田中和生、岸田将幸、古谷利裕、阿部嘉昭、金子遊、淺野卓夫、志賀信夫、西川アサキ、神田映良共著 アーツアンドクラフツ 2013年
- 『歴史を射つ 言語論的転回・文化史・パブリックヒストリー・ナショナルヒストリー』岡本充弘、長谷川貴彦、渡辺賢一郎共編 御茶の水書房 2015年
- 『リクール読本』越門勝彦、川口茂雄共編 法政大学出版局 2016年
- 『ドイツ哲学入門』川口茂雄、佐藤慶太、渡辺和典共編 ミネルヴァ書房 2024年

## 翻訳
- リュディガー・ブプナー『ことばと弁証法』伊坂青司共訳 晃洋書房 1993年
- R.ヴィカースハウス『アドルノ入門』原千史共訳 平凡社ライブラリー 1998年
- ヴァルター・ベンヤミン『〈新訳・評注〉歴史の概念について』未來社 2015年